# Kotlina Huciańska
Huciańska Kotlina – niewielka kotlina pomiędzy Tatrami Zachodnimi a Pogórzem Orawskim znajdująca się w dolnej części słowackiej wsi Huty. Wchodzi w skład Rowu Podtatrzańskiego, a dokładniej jego części zwanej Rowem Huciańskim.